# Diagonale du vide (film)
Pour plus de détails, voir Fiche technique et Distribution.
Diagonale du vide est un court métrage français réalisé par Hubert Charuel, sorti en 2012.

## Fiche technique
- Titre : Diagonale du vide
- Réalisation : Hubert Charuel
- Scénario : Hubert Charuel et Claude Le Pape
- Photographie : Jacques Girault et Sébastien Goepfert
- Décors : Marine Gatellier
- Montage : Grégoire Pontécaille
- Son : Rémi Bourcereau
- Montage son : Rémi Bourcereau et Alexis Meynet
- Musique : Quentin Lepoutre
- Production : La Fémis
- Pays d'origine :  France
- Durée : 24 minutes
- Date de sortie : 28 janvier 2012

## Distribution
- Hervé Bourguignon : Laurent
- Valentin Lespinasse : Gavroche
- Hubert Charuel : Toni
- Sylvaine Charuel : la mère de Toni
- Mathilde Driat : la petite sœur de Toni
- Makita Samba : Fresh
- Emmanuel Wamba-Lenga : Chapka
- Dimitri Papignies : DJ
- Fanny Armenio : Esméralda
- Jean Charuel : le chef manouche
- Jonathan Bourgouin : le manouche méchant
- Benjamin Paulin : le pilote du Quad
- Patrice Jolivet : le barman
- Marine Faure : la mère de Laurent
- Nicolas Bader : Omar

## Sélections
- 2012 : Festival international du court métrage de Clermont-Ferrand[1]